# Amaliastichting

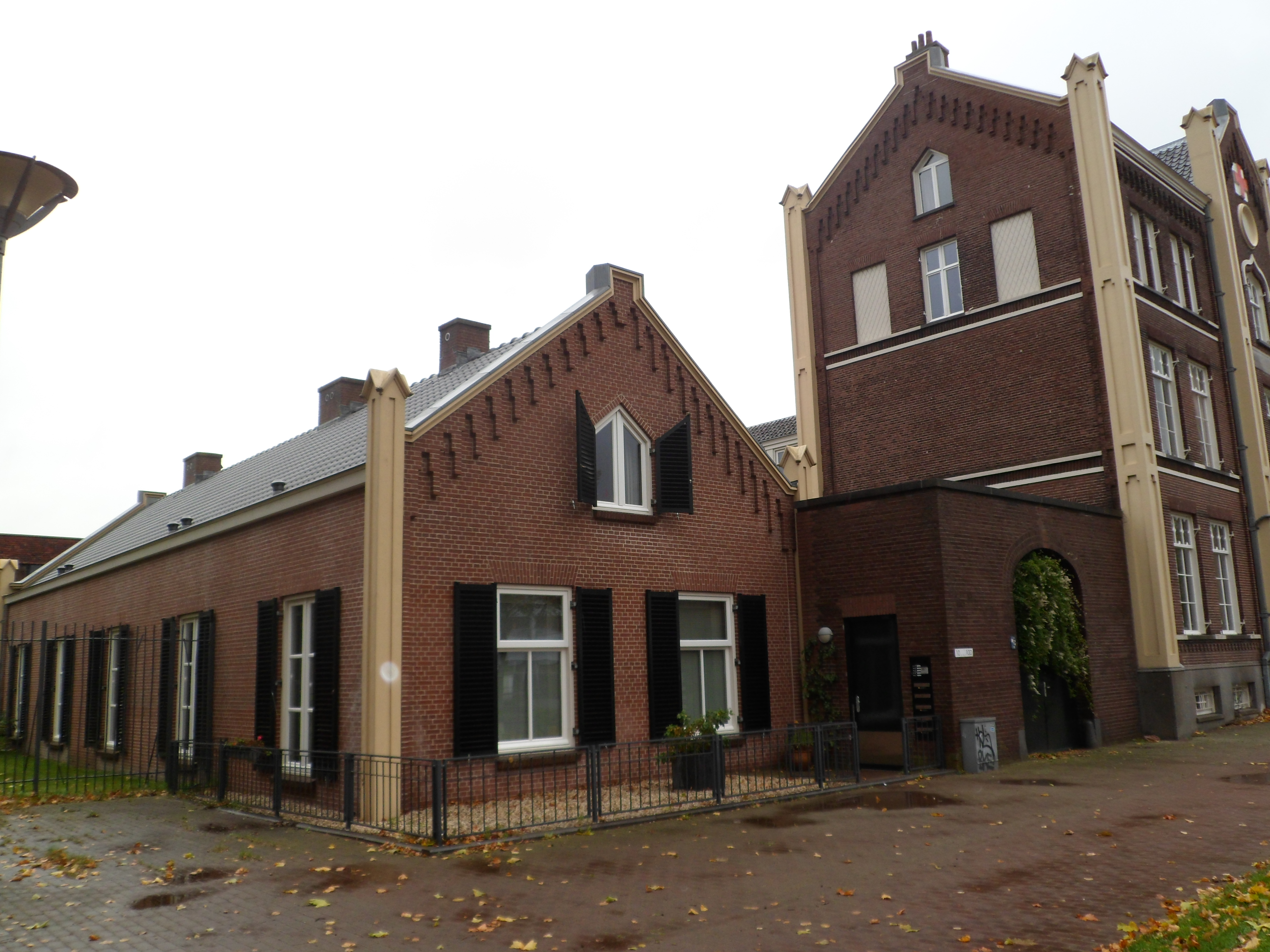
Een bijgebouw aan de zijkant van het hoofdgebouw, 2012

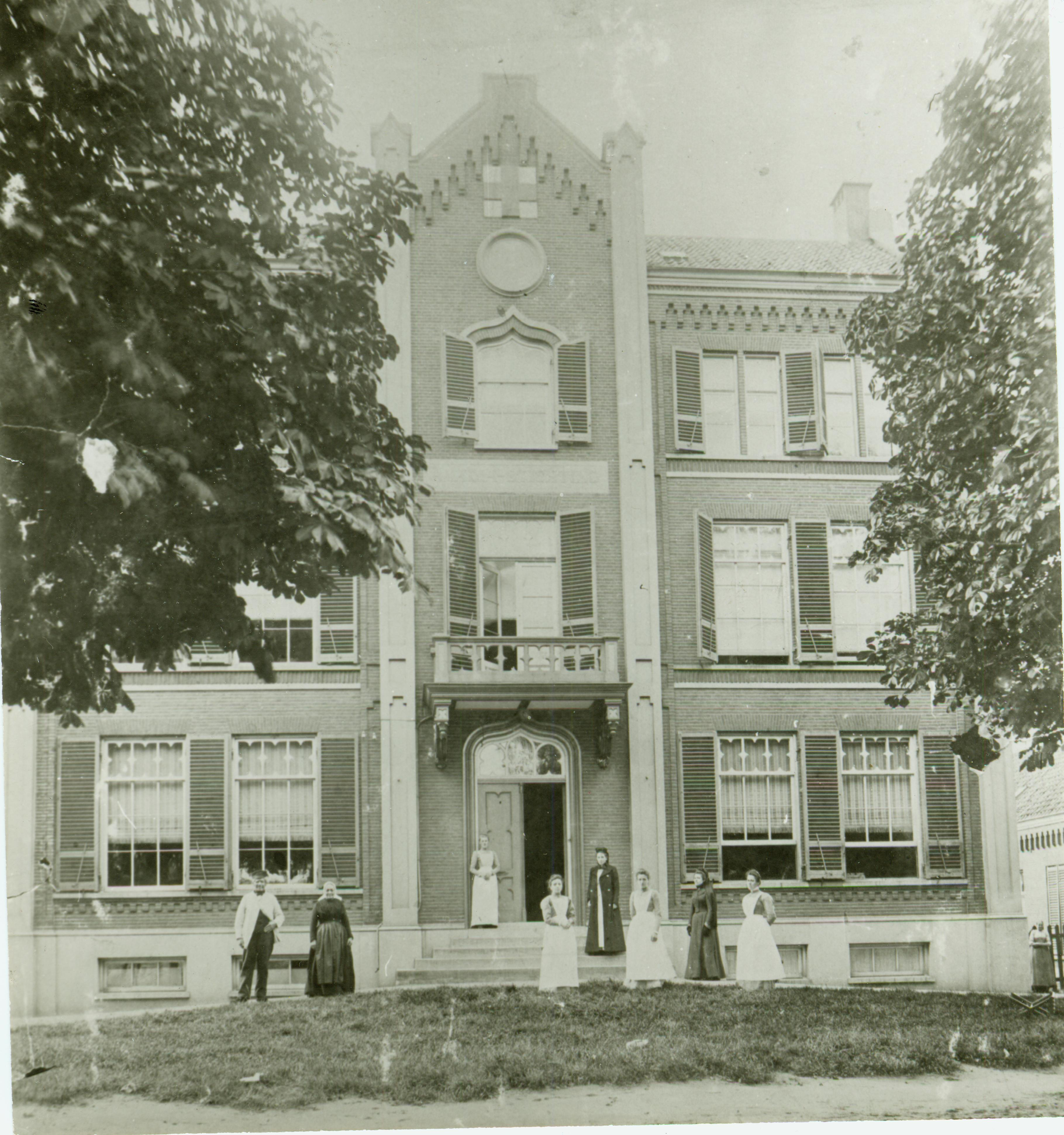
De directeur en verpleegsters voor het hoofdgebouw, rond 1900

De Amaliastichting was gelieerd aan de afdeling Utrecht van het Nederlandse Rode Kruis en hield zich bezig met het opleiden van verpleegsters.
Het gebouwencomplex uit 1873 dat zij stichtte aan de Jutfaseweg in Utrecht heeft van 1926 tot midden jaren zeventig de faculteit Tandheelkunde van de Universiteit Utrecht gehuisvest en is aan het begin van de 21e eeuw omgebouwd tot een appartementencomplex. De Amaliastichting werd in 2008 opgeheven.

## Naamgeving
Het gebouw en de stichting werden vernoemd naar prinses Amalia van Saksen-Weimar-Eisenach (1830-1872). Deze prinses was zeer geliefd onder het Nederlandse volk en bij haar man, prins Hendrik, de derde zoon van koning Willem II. De vernoeming was slim gekozen, want hierdoor doneerde prins Hendrik 46.000 gulden aan de stichting en werd hij de beschermheer van de stichting.

## Taken van de stichting
De doelstelling van de Amaliastichting was tweeledig. Enerzijds, in oorlogstijd, de verpleging en verzorging van krijgslieden. Anderzijds, in vredestijd, het bevorderen van de opleiding van vrouwen tot ziekenverpleegster en gereed zijn voor oorlogstijd. Met die verpleegstersopleiding onderscheidde de Amaliastichting zich van de activiteiten van het landelijke Rode Kruis.
Eind 19e eeuw lag de taak van ziekenverpleging, onder meer eten geven en wassen, in handen van armen die dit tegen een kleine vergoeding wel wilden doen. Er waren niettemin veel dames uit de hogere sociale klassen die zich ook nuttig wilden maken. De algemene opvatting was echter dat dames niet mochten werken en daarom werd de aanvraag van de Utrechtse afdeling van het Rode Kruis om een opleiding voor die dames op te zetten, afgewezen door het hoofdbestuur van het Nederlandse Rode Kruis. Door de Amaliastichting op te richten, dat officieel onafhankelijk van het Rode Kruis was maar in praktijk daaraan zeer nauw gelieerd was (wat bijvoorbeeld blijkt uit het feit dat het bestuur van de Utrechtse afdeling van het Rode Kruis tevens bestuur van de Amaliastichting was), kon de Utrechtse afdeling dit toch doen. En dus werden “beschaafde Protestantsche vrouwen” opgeroepen om zich tot “pleegzuster” te laten opleiden.
Het Rode Kruis werkte ook samen met katholieke verplegers, want het was ongehoord om als katholieke patiënt te worden verzorgd door een protestantse verpleegster.

## Geschiedenis van het gebouw
Na de oprichting van de stichting kon de bouw van het gebouw aan de Jutfaseweg te Utrecht beginnen. Op 20 september 1873 werd met groot feestelijk vlagvertoon en onder belangstelling van vele hoogwaardigheidsbekleders door prins Hendrik de eerste steen gelegd.
Nederland was tot 1940 niet in oorlog, dus het gebouw en de barakken achter het gebouw zijn voornamelijk gebruikt voor de opleiding en als opvang tijdens crises, zoals bij een uitbraak van cholera in 1892. Het college van burgemeester en wethouders van Utrecht vroeg toen de Amaliastichting om barakken met “ijzeren kribben” beschikbaar te stellen. De stichting gaf daar gehoor aan en een twintigtal mensen werd opgenomen en verzorgd. Ook bij een uitbraak van influenza onder militairen in 1890 en hoogwater in 1891 werd het gebouw gereedgemaakt voor crisisopvang. Dit bleek in beide gevallen uiteindelijk onnodig. Tijdens de Eerste Wereldoorlog gaf het gebouw onderdak aan Belgische vluchtelingen.
Op den duur ontstonden er meer ziekenhuizen met eigen verpleegkundigenopleidingen in Nederland, waardoor de noodzaak van de Amaliastichting verminderde. Bovendien was de opleiding van verpleegsters een dure aangelegenheid, 1100 gulden per persoon. Daarom werd het gebouw in 1926 verkocht aan de Universiteit Utrecht, die er de faculteit Tandheelkunde vestigde en het gebouw enigszins verbouwde door bijvoorbeeld de plafonds te verlagen. De Amaliastichting werd toen een beheersstichting, d.w.z. zonder uitvoerende taken, gelieerd aan het Utrechtse Rode Kruis. In de jaren zeventig verhuisde de faculteit Tandheelkunde naar De Uithof, het gebouw werd toen gebruikt als een soort opslag van de universiteit. In het eerste decennium van de 21e eeuw werden in het gebouw appartementen gebouwd. De verlaagde plafonds werden er weer uitgehaald, waarbij bleek dat er nog authentieke ornamenten met verwijzingen naar het Rode Kruis onder zaten. Deze werden in ere hersteld.

### Bouwstijl
De bouwstijl van het gebouw is neogotisch. In de romantiek (tweede helft 19e eeuw) ontstond er opnieuw belangstelling voor de middeleeuwse samenleving. Die was volgens 19e-eeuwse romantici puur en echt. Daarom bliezen zij de stijl van de middeleeuwen, de gotiek, nieuw leven in. Dat kwam bekend te staan als de neogotiek. De constructie stond centraal in deze bouwstijl. Vooral de bovenlichten (ramen boven de deuren die voor licht in de gang zorgen) zijn "neogotisch gedetailleerd". Daarnaast bevat het gebouwencomplex van de Amaliastichting "tudor-elementen".
Hedendaags:
Diakonessenhuis ·
Prinses Máxima Centrum  ·
St. Antonius Ziekenhuis (Utrecht) ·
Universitair Medisch Centrum Utrecht

Niet meer bestaand:
Academisch Ziekenhuis Utrecht ·
Amaliastichting ·
Catharijnegasthuis ·
Centraal Militair Hospitaal ·
Emmakliniek ·
Kraamkliniek Huize Ooievaar ·
Leeuwenbergh Gasthuis ·
Mesos Medisch Centrum ·
Ooglijdersgasthuis ·
Stads- en Academisch Ziekenhuis Utrecht ·
Sint Antonius Ziekenhuis (voormalig) ·
St. Joannes de Deo Ziekenhuis ·
Wilhelmina Kinderziekenhuis ·
Ziekenhuis Oudenrijn · 
Ziekenhuis Overvecht